# Josef Ponten
Servatius Josef Ponten (Raeren, 3 juni 1883 - München, 3 april 1940) was een Duits schrijver, kunsthistoricus en geograaf.

## Levensloop
Ponten bracht zijn kinderjaren door bij zijn ouders in de streek van Eupen en Aken. Vanaf 1903 studeerde hij wijsbegeerte aan de universiteiten van Genève en Bonn. Van 1904 tot 1908 studeerde hij architectuur en kunstgeschiedenis in Aken.
In 1908 trouwde hij (tegen de zin van haar familie) met barones Julia von Broich (Schloss Schönau, 1880 - München, 1947).
Ze wachtte hiervoor op de dood van haar vader, Carl Arnold Maria Freiherr von Broich (1835-1907), burgemeester van Richterich. Pas in 1923 promoveerde Ponten in de kunstgeschiedenis met een werk over de schilder Alfred Rethel.
Ponten was een onconventioneel denker met een goed geheugen, die zich toespitste op natuurwetenschappen en geschiedenis. Vanaf 1920 woonde het echtpaar in München, waar hij weldra bekendstond als 'de alweter'. Daar werd het paar bevriend met Thomas Mann en zijn vrouw. Dit resulteerde in regelmatige ontmoetingen waarbij ze elkaar uit hun recente geschriften voorlazen, en daarnaast ook fietstochten rond München ondernamen.
Mann had de geschriften van Ponten al in 1918 leren kennen. In zijn dagboek schreef hij met bewondering over diens derde roman Der Babylonische Turm. In 1926 introduceerde hij hem in de afdeling dichtkunst van de Preußische Akademie der Künste. Dit was de periode van de lange brieven tussen Mann en Ponten. Toen Hitler in 1933 de macht overnam was de vriendschap tussen beiden al weggeëbd.
Ook met Hermann Hesse had Ponten vriendschap.

## Schrijver en reiziger
Ponten was ook geograaf geworden. Zijn Griechischen Landschaften (1914) werd door aardrijkskundigen geprezen en zijn geografische kennis kwam ook van pas voor zijn romans en novellen.
In 1927 verscheen de roman Die Studenten von Lyon, die Thomas Mann en Hermann Hesse hoog schatten, hoewel hij overladen was met geografische gegevens.
Ponten had in 1925 deelgenomen aan een internationaal congres van geografen in de Sovjet-Unie. Bij die gelegenheid had hij een rondvaart op de Wolga meegemaakt waarbij hij kennis had gemaakt met de Duitse nederzettingen. Het is op basis van deze ontdekking dat hij zijn hoofdwerk schreef, Volk auf dem Wege, Roman der deutschen Unruhe. Hij voorzag een niet te voorspellen aantal delen en het werk groeide hem uiteindelijk boven het hoofd. Eerst kwamen zes delen gewijd aan de Wolga-Duitsers die door Catharina II naar Rusland waren gelokt en aan de migranten die in de tijd van Napoleon in het zuiden van Rusland, meer bepaald in de Kaukasus waren terechtgekomen.
Hij werd weldra gegrepen door de angina pectoris, die hem in 1940 zou vellen.
Voordien had hij grote reizen ondernomen met Julia, die hierbij tekeningen maakte. Zo was hij onder meer met een Buick door Latijns-Amerika gereisd. Na 1937 werd het reizen in het buitenland moeilijker zo niet onmogelijk, vanwege zijn conflicten met het nationaalsocialisme.

## Onder het nationaalsocialistisch regime
Toen de nazi's in 1933 de macht overnamen, ondertekende Ponten op 15 maart 1935, op aandringen van Gottfried Benn, de loyaliteitsverklaring tegenover Hitler die de Preußische Akademie der Künste ter gelegenheid van de Reichstagverkiezingen van maart 1933 publiceerde. In oktober 1933 was hij een van de 88 ondertekenaars van de Gelofte van trouwste volgzaamheid tegenover rijkskanselier Hitler. Ponten werd echter nooit partijlid, schreef geen lovende gedichten aan het adres van Hitler en onderhield alleen maar de vriendelijke contacten die hij nuttig achtte om reisvisa te bekomen vanwege een wantrouwende administratie. Zijn Volk auf dem Wege bleef onafhankelijker dan het Volk ohne Raum van Hans Grimm, ook al werd hij in de Völkischen Beobachter geloofd voor zijn Wolgaromans als de "Epiker der Auslandsdeutschen".
Ponten had zijn eigen ideeën over wat nationalisme was, waarbij hij tot de conclusie kwam dat echter Nationalismus auch der wahre Inter- und Übernationalismus ist.
In 1936 ontving hij de Rheinischen Dichterpreis en in 1937 de Münchener Dichterpreis. Hij had deze onderscheidingen meer te danken aan oude vrienden uit de Weimarperiode dan aan de nazi's.
Tot aan de Tweede Wereldoorlog waren de romans van Ponten bestsellers. Na 1945 werd hij afgedaan als naziaanhanger en verviel hij in de vergetelheid. Toen zijn briefwisseling met Thomas Mann gepubliceerd werd, werd hij als dusdanig getypeerd door de uitgever ervan, Hans Wysling. Ponten was nochtans geen nazivolgeling geweest.
Vanaf 1937 verkeerde hij in geldnood, wat hem gewilliger maakte tegenover het bruine of zwarte publiek. Het belette niet dat hij in de nazimilieus hard werd aangepakt. In het tijdschrift Der SA-Mann van februari 1938 verscheen anoniem een hekelend artikel. Daarin stond onder meer dat hij door de Joden beïnvloed was, dat hij in contact stond met Joodse vrienden in het buitenland, dat hij de Sovjet-Unie verheerlijkte, dat hij nog altijd een bewonderaar was van Thomas Mann, zodat het verwonderlijk was dat hij met twee literaire prijzen was bedacht. Ponten verdedigde zich in een lang verweerschrift dat hij aan Goebbels liet geworden.
Hij werd van toen af door de Gestapo gevolgd, zijn Europäisches Reisebuch (1928) werd bij de uitgever in beslag genomen, zijn woning werd doorzocht en zijn reisvisum ingetrokken, zodat buitenlandse reizen onmogelijk werden. Men wilde hem zelfs arresteren, maar zo ver kwam het niet.

## Publicaties
- Jungfräulichkeit. Ein Roman, Deutsche Verlags-Anstalt, Stuttgart 1906. (Heruitgave: Jungfräulichkeit. Geschichte einer Jugend und Liebe, Deutsche Verlags-Anstalt, Stuttgart 1920.)
- Augenlust. Eine poetische Studie über die Erlebnis und ein Totentanzalphabet, Deutsche Verlags-Anstalt, Stuttgart 1907.
- Peter Justus. Eine Komödie der Liebeshemmungen. Roman, Deutsche Verlags-Anstalt, Stuttgart 1912.
- (uitgever) Alfred Rethels Briefe, Cassirer, Berlin, 1912.
- Griechische Landschaften. Ein Versuch künstlerischen Erdbeschreibens, met illustraties door Julia von Broich, Deutsche Verlags-Anstalt, Stuttgart 1914.
- Der Babylonische Turm. Geschichte der Sprachverwirrung einer Familie. Roman, Deutsche Verlags-Anstalt, Stuttgart, 1918.
- Die Insel. Novelle, Deutsche Verlags-Anstalt, Stuttgart, 1918.
- Die Bockreiter. Novelle, Deutsche Verlags-Anstalt, Stuttgart, 1919.
- Der Meister. Novelle, Deutsche Verlags-Anstalt, Stuttgart, 1919.
- Salz. Ein Roman in Verkleidungen, Deutsche Verlags-Anstalt, Stuttgart, 1921.
  - Deel I.Der Knabe Vielnam, Szenen einer Jugend, vijf novellen, 1921.
  - Deel II. Der Jüngling in Masken. Fünf Erzählungen aus einem reifenden Leben, 1922.
- Studien über Alfred Rethel, Deutsche Verlags-Anstalt, Stuttgart, 1922.
- Die Uhr von Gold. Erzählung, Deutsche Verlags-Anstalt, Stuttgart, 1923.
- Der Gletscher: Eine Geschichte aus Obermenschland, Deutsche Verlags-Anstalt, Stuttgart 1923.
- Kleine Prosa, Lintz, Trier, 1923.
- Der Urwald. Erzählung, Deutsche Verlags-Anstalt, Stuttgart, 1924.
- Selbstbildnis aus dem Jahre 1920, Gesellschaft der Bücherfreunde, Chemnitz, 1924.
- (samen met Josef Winckler, Das Rheinbuch. Eine Festgabe rheinischer Dichter, Deutsche Verlags-Anstalt, Stuttgart, 1925.
- Architektur, die nicht gebaut wurde, 2 volumes, Deutsche Verlags-Anstalt, Stuttgart, 1925.
- Siebenquellen. Landschafts-Roman, Deutsche Buch-Gemeinschaft, Berlin, 1926.
- Die Luganesische Landschaft, met 12 illustraties door Hermann Hesse en Julia Ponten, Deutsche Verlags-Anstalt, Stuttgart, 1926.
- Die letzte Reise. Eine Erzählung, Quitzow, Lübeck, 1926.
- Rethels Hochzeitsreise. Erzählung von eines Künstlers Ende, Fischer, Berlijn, 1927.
- Aus deutschen Dörfern zwischen Maas und Rhein und an der Wolga. Erlebnisse, Leipzig, 1927.
- Die Studenten von Lyon, Deutsche Verlags-Anstalt, Stuttgart, 1927.
- Römisches Idyll, Horen, Berlin-Grunewald, 1927.
- Europäisches Reisebuch. Landschaften, Räume, Menschen, Schünemann, Bremen, 1928.
- Volk auf dem Wege. Roman der deutschen Unruhe, Deutsche Verlags-Anstalt, Stuttgart 1930 en vv.
  - Deel I, Wolga, Wolga, 1930.
  - Deel 2: Rhein und Wolga, 1931.
  - Deel 3: Rheinisches Zwischenspiel., 1937.
  - Deel 4: Die Heiligen der letzten Tage, 1938.
  - Deel 5: Der Zug nach dem Kaukasus, 1940.
  - Deel 6: Der Sprung ins Abenteuer, 1942.
- Landschaftsbilder, Reclam, Leipzig 1931 en vv.
  - Deel 1: Zwischen Rhone und Wolga, 1931.
  - Deel 2: Aus griechischer Landschaft, 1933.
  - Deel 3: Besinnliche Fahrten im Wilden Westen, 1937.
- Landschaft, Liebe, Leben. Novellen. Mit einer Darstellung des Dichters vom eigenen Leben, Deutsche Buch-Gemeinschaft, Berlin, 1934.
- Heilige Berge Griechenlands, Styria, Graz 1936.
- Noch einmal. Gedichte aus dem Nachlaß, Ellermann, Hamburg, 1944.